# Liste niederländischer Erfinder und Entdecker
Die Liste niederländischer Erfinder und Entdecker ist eine Liste von Erfindern und Entdeckern aus den Niederlanden in alphabetischer Reihenfolge des Familiennamens.

## Liste

### B

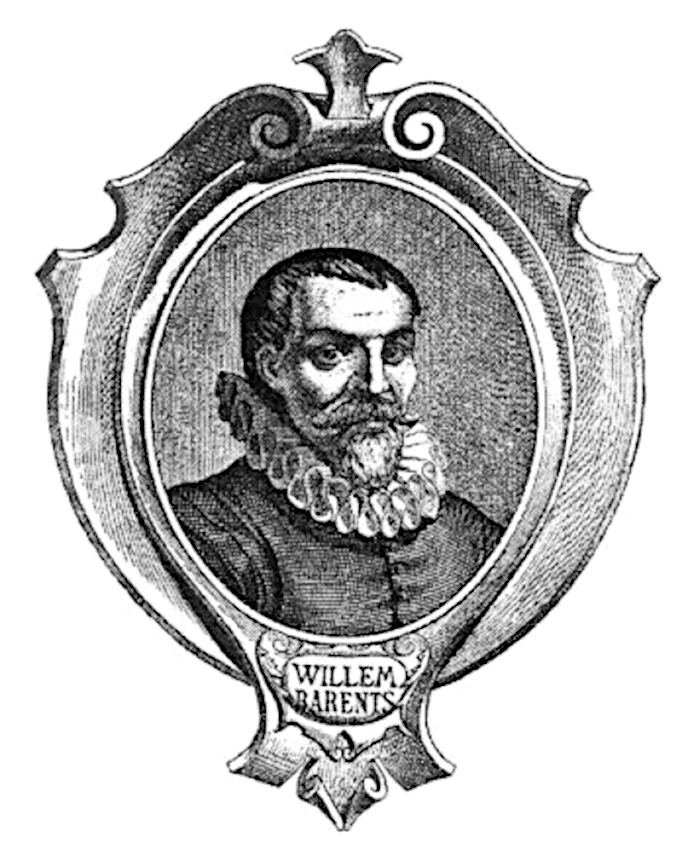
Willem Barents

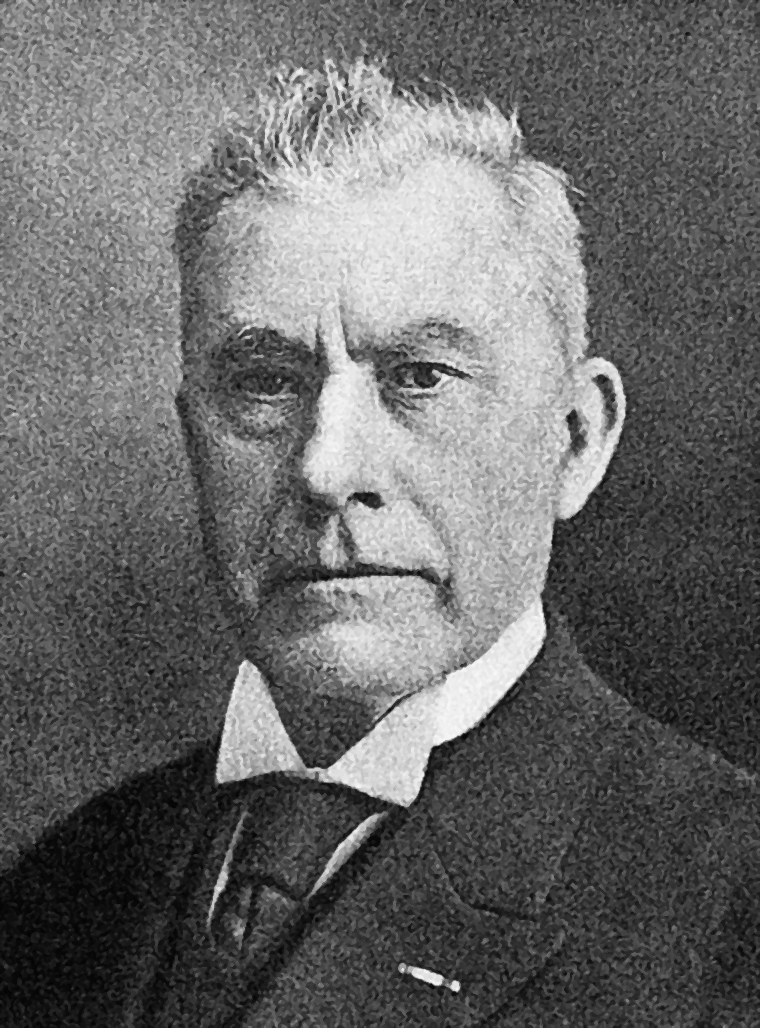
Martinus Willem Beijerinck

- Willem Barents: erforschte 1594–96 die Nordostpassage in der nach ihm benannten Barentssee
- Martinus Willem Beijerinck: Pionier der Virologie
- Wilhelm van Berkel: Berkel-Schinkenschneidemaschine
- Daniel Bernoulli: Bernoulli-Effekt
- Adriaen Block: Seefahrer
- Christoph Buys Ballot: Barisches Windgesetz

### C
- Hendrik Casimir: Casimir-Effekt
- Cornelis Corneliszoon: Sägemühle
- Dirk Coster: Mitentdecker des Hafniums
- Laurens Janszoon Coster: Buchdruck um 1423 (unsicher)
- Pieter Gabryelss Croon: Gierseilfähre (mit Hendrick Heuck) Anf. 17. Jahrhundert

### D
- Peter Debye: (Nobelpreis), Quantenphysik: Debye-Theorie der spezifischen Wärmekapazität von Materie bei tiefen Temperaturen.; in der Elektrochemie Ionenaktivitäten, Debye-Radius; in der Röntgenstrukturanalyse Debye-Scherrer-Verfahren, Debye-Waller-Faktor; in der Chemie elektrolytischer Lösungen Debye-Hückel-Theorie; in der Mikrowellenspektroskopie von Flüssigkeiten Debye-Funktion
- Hub van Doorne: Variomatic-Getriebe 1958
- Cornelis Drebbel: Unterseeboot 1620
- Eugène Dubois: Java-Mensch

### E

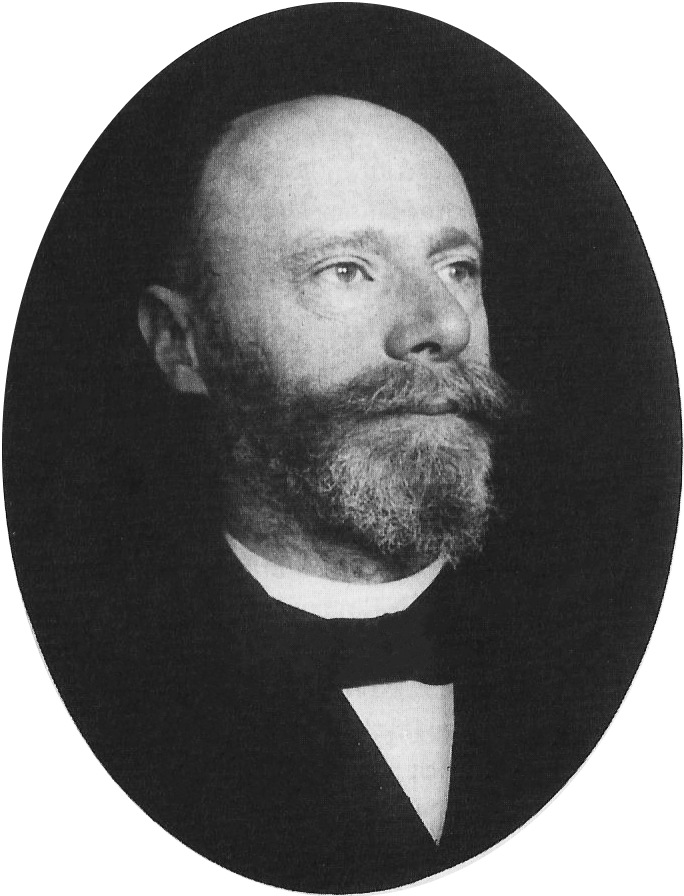
Willem Einthoven

- Christiaan Eijkman: (Nobelpreis 1929)
- Willem Einthoven: (Nobelpreis 1924) Elektrokardiogramm (EKG), 1903

### F
- Adriaan Daniël Fokker: Fokker-Planck-Gleichung

### G
- Andre Geim: (Nobelpreis 2010)
- Reinier de Graaf: Beschreibung der weiblichen Ejakulation

### H

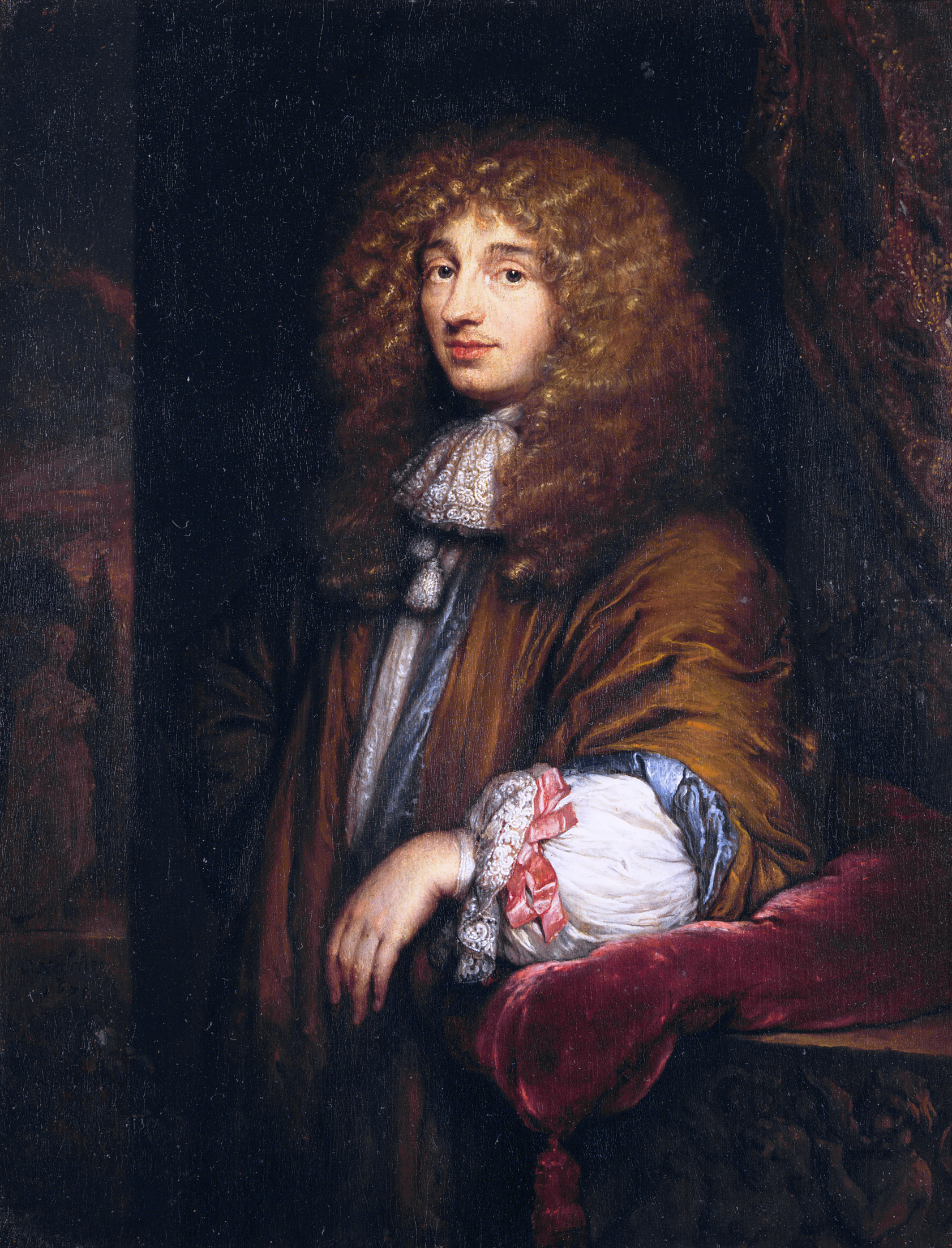
Christiaan Huygens

- Jaap Haartsen: Miterfinder Bluetooth[1]
- Vic Hayes: Wi-Fi
- Jacobus Henricus van ’t Hoff: (Nobelpreis), hat die Chiralität des Kohlenstoffatoms, die Änderung der physikalischen Eigenschaften in Abhängigkeit von der Zahl der Teilchen in einer Lösung, die Kinetik von chemischen Reaktionen und ihre Temperaturabhängigkeit erforscht.
- Hendrick Heuck: Gierseilfähre (neben Pieter Gabryelss Croon) 1657
- Jan van der Heyden: Feuerwehrschlauch
- Gerardus ’t Hooft (Nobelpreis 1999)
- Coenraad Johannes van Houten Entölen der Kakaobohnen 1828
- Christiaan Huygens: Pendeluhr mit Spindelhemmung 1656/57, Taschenuhren mit Spiralfedern und Federunruh 1675

### I

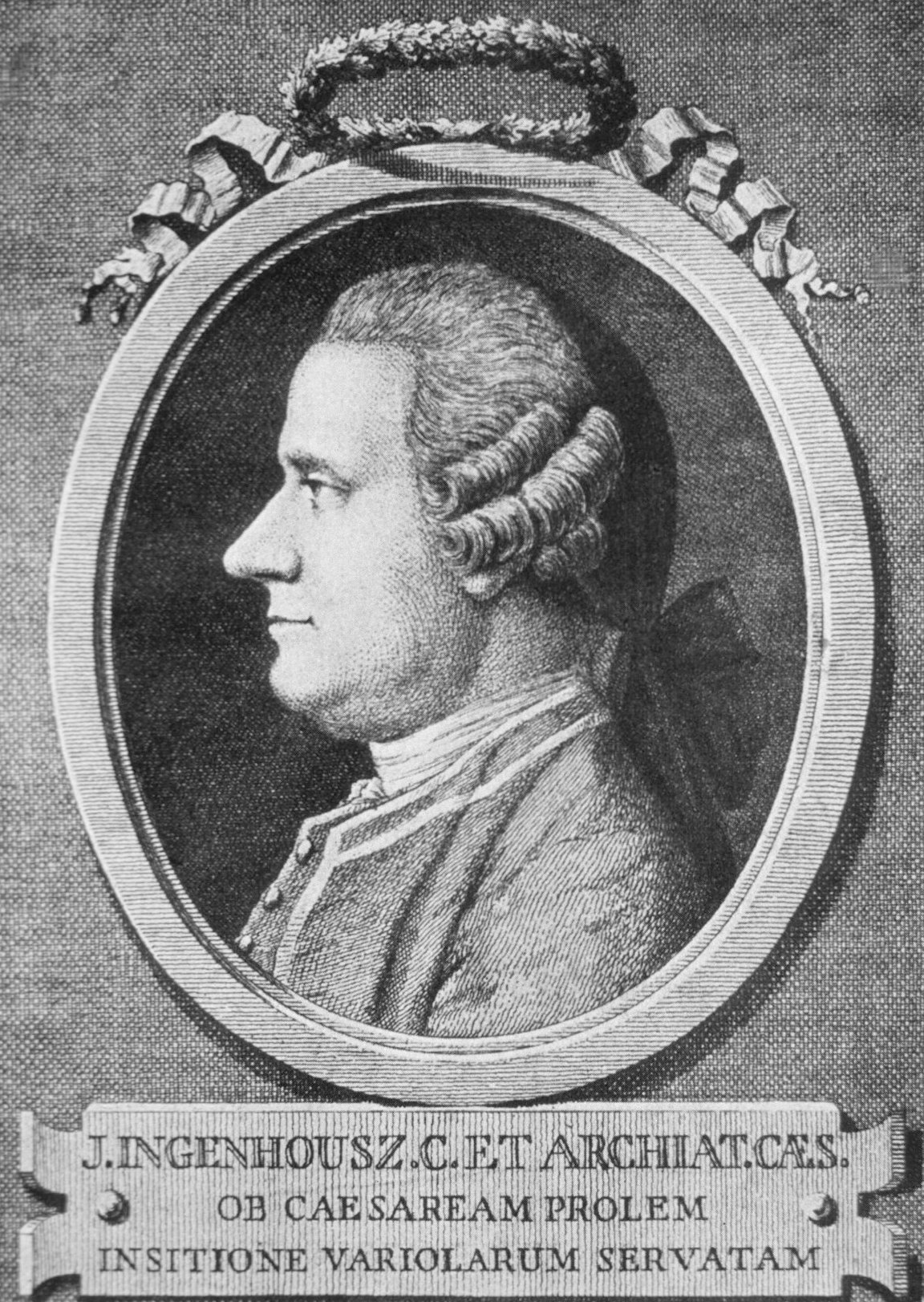
Jan Ingenhousz

- Jan Ingenhousz: Pionier der Photosyntheseforschung

### J
- Zacharias Janssen: Mikroskop 1590 (umstritten, evtl. mit Hans Janssen)
- Willem Jansz: gilt als Entdecker Australiens

### K
- Petrus Jacobus Kipp: Kippscher Apparat
- Hugo Alexander Koch: Rotor-Chiffriermaschine 1919
- Willem Johan Kolff: künstliche Niere (Hämodialyse-Maschine) und andere künstliche Organe
- Gerard Peter Kuiper: Vorhersage des Kuipergürtels; Monde Nereid und Miranda

### L

Antoni van Leeuwenhoek

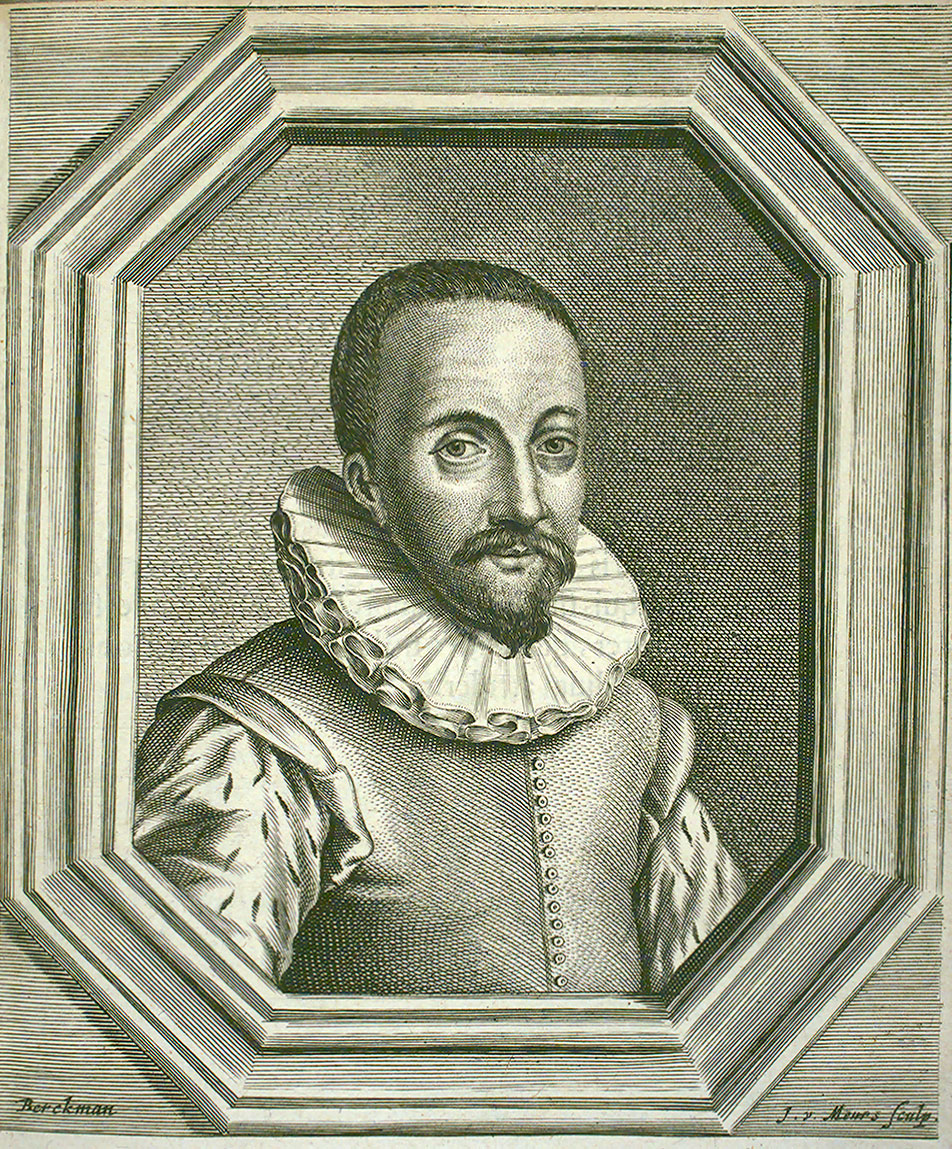
Hans Lipperhey

- Jacob Le Maire: umrundete und benannte 1616 mit Willem Cornelisz Schouten Kap Hoorn und entdeckte die Tonga-Inseln
- Hans Lipperhey: dioptrisches Fernrohr (Galilei-Fernrohr) 1608
- Antoni van Leeuwenhoek: Mikroskop
- Hendrik Antoon Lorentz: (Nobelpreis 1902)

### M
- Jan Mayen: Seefahrer
- Simon van der Meer: Physiker (Nobelpreis) – Beiträge zur Entdeckung der Feldpartikel W und Z, Vermittler schwacher Wechselwirkung
- Pieter van Musschenbroek: Leidener Flasche 1746 (neben Ewald Jürgen Georg von Kleist), Pyrometer

### N
- Carl Lucas Norden: Ingenieur, Bombenabwurfzielgerät

### O
- Heike Kamerlingh Onnes (Nobelpreis 1913), Heliumverflüssigung 1908
- Jan Oort: Dunkle Materie; Lokalisierung des Zentrums der Milchstraße; Oortsche Wolke
- Lou Ottens: Compact Cassette und Compact Disc

### R
- Jakob Roggeveen: Entdecker der Osterinsel und Samoas
- Guido van Rossum: Programmiersprache Python
- Erasmus von Rotterdam, Universalgelehrter

### S
- Maarten Schmidt: Quasar 1964
- Kees A. Schouhamer Immink: Compact Disc 1980, DVD 1995, Blu-ray Disc 2002 (jeweils Miterfinder)
- Willem Schouten: Seefahrer
- Iwan Serrurier (20. Jahrhundert), Niederlande/USA – Moviola-Filmschneidemaschine 1924
- Willebrord van Roijen Snell: Snelliussches Brechungsgesetz
- Simon Stevin: Dezimalzahlen 1586, Segelwagen 1600
- Jan Swammerdam: Rote Blutkörperchen
- Franciscus Sylvius: Fissura Sylvii; Aquaeductus mesencephali

### T

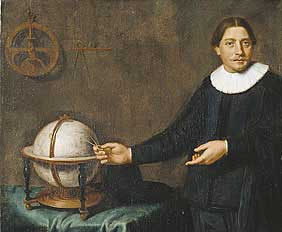
Abel Tasman

- Abel Tasman: entdeckte 1642 Tasmanien und die Südinsel Neuseelands sowie 1643 die Tonga- und die Fidschiinseln
- Bernard Tellegen: Pentode 1926, Gyrator 1948
- Jan Tinbergen: (Nobelpreis 1969)

### V
- Theophilus Van Kannel: Drehtür 1888
- Martinus J. G. Veltman (Nobelpreis 1999)
- Hugo de Vries: Biologe

### W
- Johannes Diderik van der Waals: (Nobelpreis 1910) Van-der-Waals-Kräfte
- Sebald de Weert: Falklandinseln
- Dietrich Nikolaus Winkel: erfand unter anderem einen Vorläufer des Metronoms und das Componium, einen Automat nach dem Vorbild des Panharmonikons
- Adriaan van Wijngaarden: Van-Wijngaarden-Grammatik

### Z
- Pieter Zeeman: (Nobelpreis 1902), Zeeman-Effekt
- Frits Zernike: (Nobelpreis 1953), Phasenkontrastmikroskopie